# Alicja Sokół
Alicja Sokół (ur. 1998 w Braniewie) – polska reżyserka i scenarzystka, absolwentka i wykładowczyni Warszawskiej Szkoły Filmowej, laureatka Grand Prix za film „Mój brat rybak” na 46. Festiwalu Polskich Filmów Fabularnych w Gdyni (Nagroda im. Lucjana Bokińca). Ponadto jest między innymi autorką filmu dokumentalnego o kobietach prowadzących radiowęzeł w więzieniu „Nie jesteśmy przyjaciółkami”, współscenarzystką czwartego sezonu „Kontroli”, miniserialu „Random” oraz nominowanego do Nagrody im. Jana Machulskiego w kategorii najlepszy scenariusz filmu „Moje Stare”.

## Filmografia[5]
- 2023: Trzy samochody – etiuda szkolna, reżyseria
- 2023: Moje stare – etiuda szkolna, scenariusz
- 2023: Też to słyszycie – film fabularny krótkometrażowy, scenariusz, reżyseria (II ekipa)
- 2022: Kontrola 4 – serial fabularny, scenariusz
- 2021: Mój brat rybak – etiuda szkolna, scenariusz, reżyseria
- 2021: Random – film fabularny krótkometrażowy, scenariusz
- 2020: Gwiazdeczka – etiuda szkolna, scenariusz, asystent reżysera
- 2020: Nie jesteśmy przyjaciółkami – etiuda szkolna, reżyseria

## Nagrody
- 2023: Moje stare – Nominacja do Nagrody im. Jana Machulskiego w kategorii najlepszy scenariusz[6]
- 2022: Mój brat rybak – Jelenia Góra (Międzynarodowy Festiwal Filmowy "Zoom-Zbliżenia"), wyróżnienie[7]
- 2021: Mój brat rybak – Gdynia, Festiwal Polskich Filmów Fabularnych, Złote Lwy, Nagroda im. Lucjana Bokińca za najlepszy film w Konkursie Filmów Krótkometrażowych[8][9]
- 2021: Nie jesteśmy przyjaciółkami – Świdnica (1. miejsce, Świdnicki Festiwal Filmowy "Spektrum"), I Nagroda Jury Więziennego, Katowice, Nagroda za najlepszy polski film[10][11][12]